# Sanctuaire marin de la baie de Vostok
Le sanctuaire marin national de la baie de Vostok est une aire marine protégée russe de 1 820 ha créée en 1989. Elle est limitée par une ligne joignant les caps Pechtchourov et Elizarov et est gérée par l'Académie russe des sciences.
Elle a pour objectif la préservation de la faune et de la flore la baie à des fins de recherche et de développement de l'aquaculture.
Le rejet de polluants et de déchets, ainsi que les activités minières sont interdites. Le ramassage d'organismes marins est soumis à autorisation. Le passage de véhicules à moteur et les activités récréatives sont limitées à certaines zones.